# Румянцев, Николай Васильевич (легкоатлет)
Никола́й Румя́нцев (30 мая 1930, Самара — 15 июня 2017, Санкт-Петербург) — советский бегун-марафонец. Выступал за сборную СССР по лёгкой атлетике в конце 1950-х — начале 1960-х годов, победитель и призёр первенств всесоюзного значения, участник летних Олимпийских игр в Риме и чемпионата Европы в Белграде. Представлял Ленинград и физкультурно-спортивное общество «Динамо». Мастер спорта СССР.

## Биография
Родился 30 мая 1930 года в Средневолжском крае.
Занимался лёгкой атлетикой в Ленинграде, выступал за всесоюзное физкультурно-спортивное общество «Динамо».
Впервые заявил о себе на всесоюзном уровне в сезоне 1955 года, когда на чемпионате СССР во Львове стал четвёртым в зачёте бега на 5000 метров.
В 1958 году одержал победу на марафоне в Тбилиси, установив при этом свой личный рекорд — 2:20:07.
В октябре 1959 года выиграл 30-километровый пробег «Пушкин — Ленинград».
На чемпионате СССР 1960 года в Москве с результатом 2:29:50 завоевал серебряную медаль в марафоне, уступив только Константину Воробьёву. Благодаря этому успешному выступлению удостоился права защищать честь страны на летних Олимпийских играх в Риме — в программе марафона показал результат 2:21:49, расположившись в итоговом протоколе соревнований на 11-й строке.
В 1962 году на чемпионате СССР в Москве с результатом 2:20:38 взял бронзу в марафоне. Бежал марафон на чемпионате Европы в Белграде — в ходе прохождения дистанции сошёл, не показав никакого результата.